# Alsodes monticola
Espèce
Synonymes
- Cystignathus andinus Philippi, 1902

Statut de conservation UICN

 DD  : Données insuffisantes
Alsodes monticola est une espèce d'amphibiens de la famille des Alsodidae.

## Répartition
Cette espèce n'est connue que de l'île d'Inchy dans l'archipel de Chonos dans la province d'Aisén sur la côte Sud du Chili, où les premiers spécimens ont été recueillis par Charles Darwin.

## Publication originale
- Bell, 1843 : The Zoology of the Voyage of H.M.S. Beagle Under the Command of Captain Fitzroy, R.N., during the Years 1832 to 1836, vol. 5, p. 1-51 (texte intégral).